# Галковский, Владимир Николаевич
Владимир Николаевич Галко́вский (14 июня 1911, Москва — 3 июля 2001, Москва) — советский конструктор РНИИ (НИИ-3 НКОП), один из создателей установок залпового огня БМ-13, историк отечественной ракетной техники, писатель. Лауреат Сталинской премии первой степени.

## Биография
Родился 1 (14 июня) 1911 года в Москве. В 1929 году был направлен в авиационную промышленность, работал на авиазаводе № 39 (Москва), в КБ А. Н. Туполева, С. В. Ильюшина чертёжником. Окончил двухгодичные курсы, организованные ГИРД, и в мае 1932 года по приглашению С. П. Королёва перешёл на работу в ГИРД.
После слияния ГИРД и ГДЛ работал в РНИИ. Участвовал в создании жидкостного реактивного двигателя.
С 1939 года занимался разработкой твердотопливных ракетных снарядов и пусковых установок к ним. Предложил новую схему многозарядной пусковой установки для залповой стрельбы с продольным расположением длинных пусковых направляющих. Во время войны работал на различных заводах страны по выпуску и модернизации ракетного вооружения.
В 1953 — 1956 годах участвовал в работе по исследованию возможности создания искусственного спутника Земли (группа М. К. Тихонравова).
С 1958 года занимался исследованием истории развития отечественной ракетной техники.
Умер 3 июля 2001 года в Москве. Похоронен на Акуловском кладбище (Одинцово, Московская область).

## Награды и премии
- орден Ленина (1941)
- Сталинская премия I степени (10 апреля 1942) — за разработку нового типа вооружения

## Сочинения
- Родословная «Катюши». — Варшава, 1972.

## Семья
Сын Александр — альтист, профессор МГК имени П. И. Чайковского, народный артист Российской Федерации.